# وانگ زیائوکیان
وانگ زیائوکیان (به چینی: 王小倩؛ زادهٔ ۱۲ فوریهٔ ۱۹۹۶) یک کشتی‌گیر آزادکار کشور چین است.
از افتخارات وی می‌توان به کسب مدال برنز مسابقات قهرمانی کشتی جهان ۲۰۱۹ اشاره نمود.